# Tatyana Reshetnikova
Tatyana Vasilievna Reshetnikova (en russe : Татьяна Васильевна Решетникова), née le 14 octobre 1966, est une athlète russe, spécialiste du 100 mètres haies.

## Biographie
En 1988, elle épouse le perchiste Rodion Gataullin.
Cinquième des championnats d'Europe 1994, elle termine au pied du podium des championnats du monde de 2005.
Son record personnel sur 100 m haies est de 12 s 53 (1994).

## Palmarès
| Date | Compétition           | Lieu     | Résultat | Épreuve     | Temps   |
| ---- | --------------------- | -------- | -------- | ----------- | ------- |
| 1994 | Championnats d'Europe | Helsinki | 5e       | 100 m haies | 13 s 06 |
| 1995 | Championnats du monde | Göteborg | 4e       | 100 m haies | 12 s 87 |